# Coleophora tadzhikiella
Coleophora tadzhikiella é uma espécie de mariposa do gênero Coleophora pertencente à família Coleophoridae.